# Szigetvári Andrea
Szigetvári Andrea (1961 –) magyar zeneszerző, egyetemi docens, az elektroakusztikus zeneszerzés és a zenei informatika oktatója.

## Tanulmányok
Tanulmányait a varsói Fr. Chopen Zeneakadémián végezte, zenei rendezés szakon. 

## Munkásság
1985-től a Hungaroton munkatársa, 1988-tól a Zenetudományi Intézet Kísérleti Zenetudomány szakjának kutatója volt. 1989-ben több tanulmányutat tesz, először a Párizsban IRCAM-ban, az Amerikai Egyesült Államokban, ahol a New York-i Brooklyn  Egyetem és a Stanford Egyetem vendégkutatója, zeneszerzője. Hazaérkezés után a Magyar Rádióban dolgozik. Ezt követően a Pécsi Tudományegyetem Művészeti karának adjunktusa, később óraadója lett. 1990-től a Nemzetközi Bartók Fesztivál zeneszerzés és  komputerzenei kurzusainak tanára, szervezője, nem sokkal később a Magyar Komputerzenei Alapítvány vezetője lett. 2017-ben a kanadai Victoria Egyetem rezidens zeneszerzője, a Széchenyi Irodalmi és Művészeti Akadémia tagja. 
Nevéhez kötődik a Hangszínszolfézs kidolgozása, ”Making New Waves” kortárs zenei fesztivál, melynek létrehozója, megvalósítója, szervezője volt; a Budapesti Tavaszi Fesztivál ”Rövidzárlatok”  koncertsorozata is, továbbá a DIKOM: 5 - elektroakusztikus zenei tananyag kidolgozása és kiadása.
1997-től a Liszt Ferenc Zeneművészeti Egyetem docense, ahol elektroakusztikus zeneszerzést oktat, 2010-től óraadó a Metropolitan Egyetem Médiadesign és Animáció Szakán.

## Díjai
- AVIFF Cannes Art Film Festival II. díj a  Transitus Angeli c. filmért
- A Bourges-i Elektroakusztikus Zenei Verseny hangzásművészet  kategóriájának kiemelt alkotása a Swingin Door c. műért
- A Bourges-i Elektroakusztikus Zenei Verseny  hangzásművészet kategóriájának fődíja 'Mandala' c. műért
- A Bourges-i Elektroakusztikus Zenei Verseny  multimédia kategóriájának fődíja "A kagyló és a lelkész" c. műért
- ARTISJUS díj a kortárszenei szervezés területén  folytatott tevékenységért